# Diego Alves
Diego Alves Carreira (Rio de Janeiro, 24 giugno 1985) è un ex calciatore brasiliano, di ruolo portiere.

## Carriera

### Club

#### Gli esordi in Brasile
Cresce in una scuola calcio di Rio de Janeiro, la Clube de Regatas RP. Qui, inizia a giocare da portiere. Passa al Botafogo Riberao Preto, dove rimane fino al 2004, quando l'Atlético Mineiro decide di puntare su di lui, dapprima nelle giovanili, per poi farlo inserire gradualmente in prima squadra: esordisce nel 2005, prima nel Campionato Mineiro, poi nel Brasileirão. Nel 2006, invece, diventa titolare e aiuta l'Atletico a vincere il Campeonato Brasileiro Série B, tornando così nella massima divisione.

#### Almería
Nel 2007, dopo aver vinto il Campionato Mineiro e dopo una buona metà di Brasileirao, passa in Europa, nella Primera División, al neopromosso Almería. È riuscito a mantenere inviolata la propria porta per 677 minuti consecutivi nella stagione 2008-2009 con la maglia dell'Almería ed è finito nel mirino di importanti club. Nel corso della stagione 2009-2010 si riconferma titolare, così come nella stagione seguente.

#### Valencia
Il 4 giugno 2011 firma un contratto quadriennale con il Valencia. Il 23 maggio 2015, in occasione dell'ultima partita di campionato, nel corso della sfida vinta contro l'Almería (2-3), si rompe il menisco e il legamento del ginocchio destro, dovendosi operare e subendo uno stop di almeno sei mesi.

#### Flamengo
Il 16 luglio 2017 viene ufficializzato il suo passaggio a titolo definitivo al Flamengo. Il 23 novembre 2017, nell'andata delle semifinali di Copa Sudamericana contro l'Atlético Junior a al Maracanã, ha subito una frattura alla clavicola dopo essere stato colpito da Yony González, costringendolo ad un intervento chirurgico che lo ha tenuto fuori due mesi.
Alla fine del 2022 lascia il club brasiliano dopo aver disputato 216 partite e vinto 2 campionati brasiliani, 2 supercoppe nazionali, 3 campionati Carioca, 1 coppa nazionale, 2 Coppa Libertadores e 1 Recopa Sudamericana.

#### Celta Vigo
L'8 febbraio 2023, dopo essere rimasto svincolato, firma un contratto fino al termine della stagione con il Celta Vigo; il 16 aprile successivo risolve l'accordo con la società spagnola senza mai scendere in campo.

### Nazionale
Dopo esser stato nelle nazionali giovanili brasiliane (ha partecipato anche al Mondiale Under-20 2005), nel 2008 viene convocato dal CT Dunga per partecipare alle Olimpiadi di Pechino, come secondo portiere, con la nazionale brasiliana, dove il Brasile vince la medaglia di bronzo.
Viene convocato nel 2016 per la Copa América Centenario negli Stati Uniti.

## Statistiche

### Presenze e reti nei club
Statistiche aggiornate al 16 aprile 2023.
| Stagione         | Squadra          | Campionato       | Campionato | Campionato | Coppe nazionali | Coppe nazionali | Coppe nazionali | Coppe continentali | Coppe continentali | Coppe continentali | Altre coppe | Altre coppe | Altre coppe | Totale | Totale |
| Stagione         | Squadra          | Comp             | Pres       | Reti       | Comp            | Pres            | Reti            | Comp               | Pres               | Reti               | Comp        | Pres        | Reti        | Pres   | Reti   |
| ---------------- | ---------------- | ---------------- | ---------- | ---------- | --------------- | --------------- | --------------- | ------------------ | ------------------ | ------------------ | ----------- | ----------- | ----------- | ------ | ------ |
| 2005             | Atlético Mineiro | M1/MG+A          | 2+1        | -1 + -3    | CB              | -               | -               | -                  | -                  | -                  | -           | -           | -           | 3      | 0      |
| 2006             | Atlético Mineiro | M1/MG+B          | ?+24       | ? + -25    | CB              | -               | -               | -                  | -                  | -                  | -           | -           | -           | 24     | -25    |
| 2007             | Atlético Mineiro | M1/MG+A          | 14+13      | -4+ + -19  | CB              | 7               | -5              | -                  | -                  | -                  | -           | -           | -           | 34     | -28+   |
| Atletico Mineiro | Atletico Mineiro | Atletico Mineiro | 16+38      | -5+ + -47  |                 | 7               | -5              |                    | -                  | -                  |             | -           | -           | 61     | -57    |
| 2007-2008        | Almería          | PD               | 22         | -25        | CR              | 2               | -3              | -                  | -                  | -                  | -           | -           | -           | 24     | -28    |
| 2008-2009        | Almería          | PD               | 31         | -54        | CR              | 0               | 0               | -                  | -                  | -                  | -           | -           | -           | 31     | -54    |
| 2009-2010        | Almería          | PD               | 37         | -50        | CR              | 0               | 0               | -                  | -                  | -                  | -           | -           | -           | 37     | -50    |
| 2010-2011        | Almería          | PD               | 33         | -56        | CR              | 0               | 0               | -                  | -                  | -                  | -           | -           | -           | 33     | -56    |
| Totale Almerìa   | Totale Almerìa   | Totale Almerìa   | 123        | -185       |                 | 2               | -3              |                    | -                  | -                  |             | -           | -           | 125    | -188   |
| 2011-2012        | Valencia         | PD               | 12         | -19        | CR              | 6               | -6              | UCL+UEL            | 6+6                | -7 + -10           | -           | -           | -           | 30     | -42    |
| 2012-2013        | Valencia         | PD               | 24         | -39        | CR              | 1               | 0               | UCL                | 2                  | -2                 | -           | -           | -           | 27     | -41    |
| 2013-2014        | Valencia         | PD               | 27         | -32        | CR              | 1               | 0               | UEL                | 7                  | -2                 | -           | -           | -           | 35     | -34    |
| 2014-2015        | Valencia         | PD               | 37         | -29        | CR              | 0               | 0               | -                  | -                  | -                  | -           | -           | -           | 37     | -29    |
| 2015-2016        | Valencia         | PD               | 13         | -21        | CR              | 0               | 0               | UCL                | 0                  | 0                  | -           | -           | -           | 13     | -21    |
| 2016-2017        | Valencia         | PD               | 33         | -56        | CR              | 0               | 0               | -                  | -                  | -                  | -           | -           | -           | 33     | -56    |
| Totale Valencia  | Totale Valencia  | Totale Valencia  | 146        | -196       |                 | 8               | -6              |                    | 21                 | -21                |             | -           | -           | 175    | -223   |
| 2017             | Flamengo         | A/RJ+A           | 0+19       | 0 + -22    | CB              | 0               | 0               | CS                 | 5                  | -3                 | -           | -           | -           | 24     | -25    |
| 2018             | Flamengo         | A/RJ+A           | 7+23       | -7 + -16   | CB              | 6               | -3              | CL                 | 8                  | -6                 | -           | -           | -           | 44     | -32    |
| 2019             | Flamengo         | A/RJ+A           | 12+32      | -9 + -30   | CB              | 4               | -2              | CL                 | 12                 | -10                | CmC         | 2           | -2          | 62     | -53    |
| 2020             | Flamengo         | A/RJ+A           | 10+10      | -5 + -11   | CB              | 2               | -4              | CL                 | 4                  | -3                 | RS+SB       | 2+1         | -2 + 0      | 29     | -25    |
| 2021             | Flamengo         | A/RJ+A           | 5+26       | -5 + -25   | CB              | 6               | -5              | CL                 | 11                 | -8                 | SB          | 1           | -2          | 49     | -42    |
| 2022             | Flamengo         | A/RJ+A           | 2+5        | -3 + -8    | CB              | 1               | -2              | CL                 | -                  | -                  | SB          | 0           | 0           | 6      | -10    |
| Totale Flamengo  | Totale Flamengo  | Totale Flamengo  | 151        | -141       |                 | 19              | -16             |                    | 40                 | -30                |             | 6           | -6          | 216    | -193   |
| feb.-apr. 2023   | Celta Vigo       | PD               | 0          | 0          | CR              | 0               | 0               | -                  | -                  | -                  | -           | -           | -           | 0      | 0      |
| Totale Carriera  | Totale Carriera  | Totale Carriera  | 472        | -574       |                 | 36              | -30             |                    | 61                 | -51                |             | 6           | -6          | 575    | -661   |

### Cronologia presenze e reti in nazionale
| Cronologia completa delle presenze e delle reti in nazionale ― Brasile | Cronologia completa delle presenze e delle reti in nazionale ― Brasile | Cronologia completa delle presenze e delle reti in nazionale ― Brasile | Cronologia completa delle presenze e delle reti in nazionale ― Brasile | Cronologia completa delle presenze e delle reti in nazionale ― Brasile | Cronologia completa delle presenze e delle reti in nazionale ― Brasile | Cronologia completa delle presenze e delle reti in nazionale ― Brasile | Cronologia completa delle presenze e delle reti in nazionale ― Brasile |
| Data                                                                   | Città                                                                  | In casa                                                                | Risultato                                                              | Ospiti                                                                 | Competizione                                                           | Reti                                                                   | Note                                                                   |
| ---------------------------------------------------------------------- | ---------------------------------------------------------------------- | ---------------------------------------------------------------------- | ---------------------------------------------------------------------- | ---------------------------------------------------------------------- | ---------------------------------------------------------------------- | ---------------------------------------------------------------------- | ---------------------------------------------------------------------- |
| 10-11-2011                                                             | Libreville                                                             | Gabon                                                                  | 0 – 2                                                                  | Brasile                                                                | Amichevole                                                             | -                                                                      |                                                                        |
| 14-11-2011                                                             | Ar Rayyan                                                              | Egitto                                                                 | 0 – 2                                                                  | Brasile                                                                | Amichevole                                                             | -                                                                      |                                                                        |
| 7-9-2012                                                               | San Paolo                                                              | Brasile                                                                | 1 – 0                                                                  | Sudafrica                                                              | Amichevole                                                             | -                                                                      |                                                                        |
| 10-9-2012                                                              | Recife                                                                 | Brasile                                                                | 8 – 0                                                                  | Cina                                                                   | Amichevole                                                             | -                                                                      |                                                                        |
| 11-10-2012                                                             | Malmö                                                                  | Brasile                                                                | 6 – 0                                                                  | Iraq                                                                   | Amichevole                                                             | -                                                                      |                                                                        |
| 16-10-2012                                                             | Breslavia                                                              | Brasile                                                                | 4 – 0                                                                  | Giappone                                                               | Amichevole                                                             | -                                                                      |                                                                        |
| 14-11-2012                                                             | East Rutherford                                                        | Brasile                                                                | 1 – 1                                                                  | Colombia                                                               | Amichevole                                                             | -1                                                                     |                                                                        |
| 12-11-2014                                                             | Istanbul                                                               | Turchia                                                                | 0 – 4                                                                  | Brasile                                                                | Amichevole                                                             | -                                                                      |                                                                        |
| 18-11-2014                                                             | Vienna                                                                 | Austria                                                                | 1 – 2                                                                  | Brasile                                                                | Amichevole                                                             | -1                                                                     |                                                                        |
| 13-6-2017                                                              | Melbourne                                                              | Australia                                                              | 0 – 4                                                                  | Brasile                                                                | Amichevole                                                             | -                                                                      |                                                                        |
| Totale                                                                 |                                                                        | Presenze                                                               | 10                                                                     |                                                                        | Reti                                                                   | -2                                                                     |                                                                        |

## Palmarès

### Club

#### Competizioni statali
- Campionato Mineiro: 1

Atlético Mineiro: 2007
- Campionato Carioca: 3

Flamengo: 2019, 2020, 2021

#### Competizioni nazionali
- Campeonato Brasileiro Série B: 1

Atlético Mineiro: 2006
- Campionato brasiliano: 2

Flamengo 2019, 2020
- Supercoppa del Brasile: 2

Flamengo: 2020, 2021
- Coppa del Brasile: 1

Flamengo: 2022

#### Competizioni internazionali
- Coppa Libertadores: 2

Flamengo: 2019, 2022
- Recopa Sudamericana: 1

Flamengo: 2020

### Nazionale
- Bronzo olimpico: 1

Pechino 2008